# Бор (Коми)
Бор (коми Яг) — деревня в Усть-Цилемском районе Республики Коми России. Входит в состав сельского поселения Усть-Цильма.

## География
Деревня находится в северо-западной части Республики Коми, на левом берегу протоки Соколовский Шар реки Цильмы, на расстоянии примерно 9 км (по прямой) к северо-западу от села Усть-Цильма, административного центра района. Абсолютная высота — 35 м над уровнем моря.
Часовой пояс
Деревня Бор, как и вся Республика Коми, находится в часовой зоне МСК (московское время). Смещение применяемого времени относительно UTC составляет +3:00.

## История
Основана в 1901 году. По состоянию на 1920 год в выселке Боровых имелось 4 двора и проживало 124 человека (6 мужчин и 11 женщин). В административном отношении деревня входила в состав Устьцилемского общества Устьцилемской волости Печорского уезда.

## Население
| 2010 |
| ---- |
| 15   |

Гендерный состав
По данным Всероссийской переписи населения 2010 года в гендерной структуре населения мужчины составляли 66,7 %, женщины — соответственно 33,3 %.
Национальный состав
Согласно результатам переписи 2002 года, в национальной структуре населения русские составляли 92 % из 36 чел.